# Holodiscus microphyllus
Holodiscus microphyllus là loài thực vật có hoa trong họ Hoa hồng. Loài này được Rydb. mô tả khoa học đầu tiên năm 1904.

## Hình ảnh

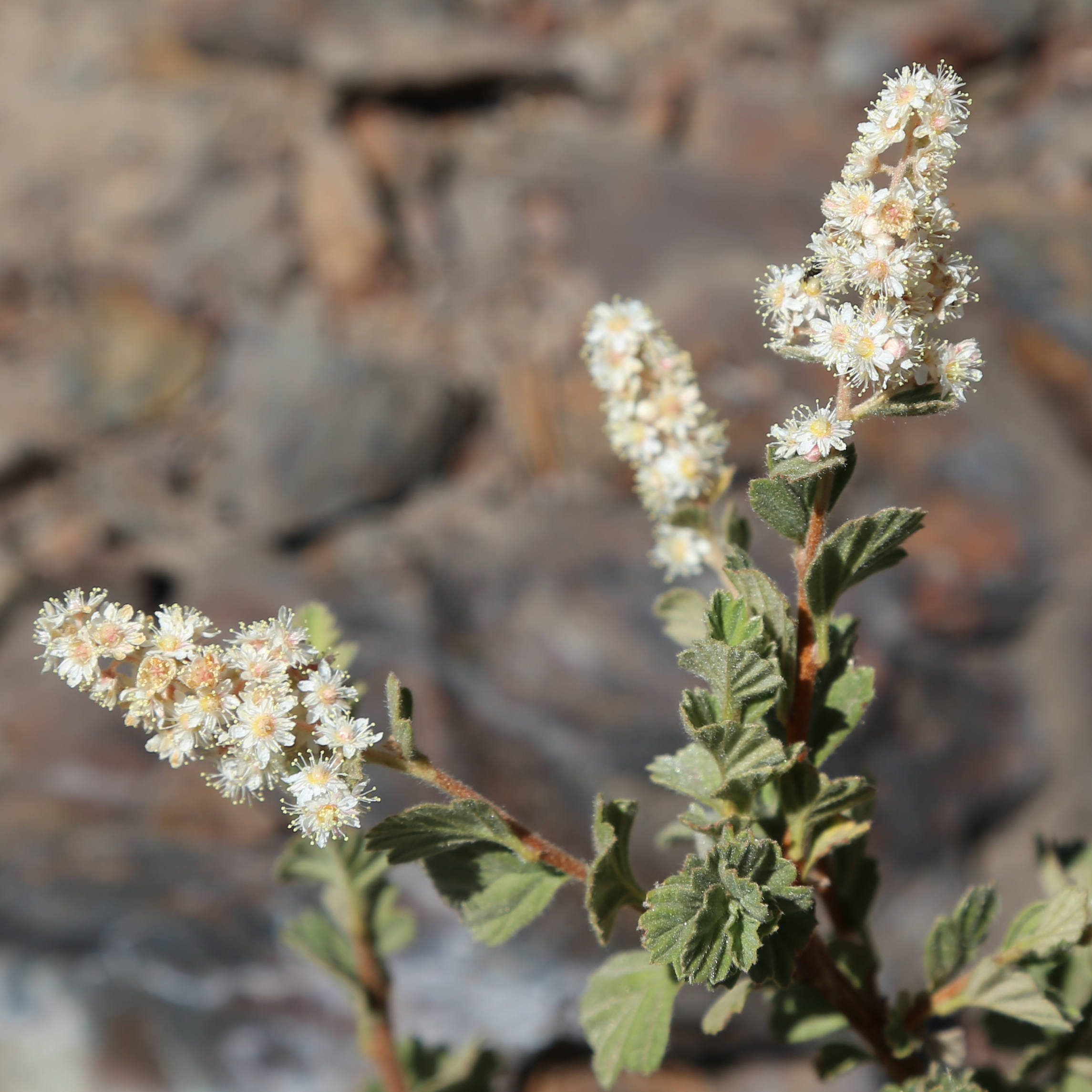
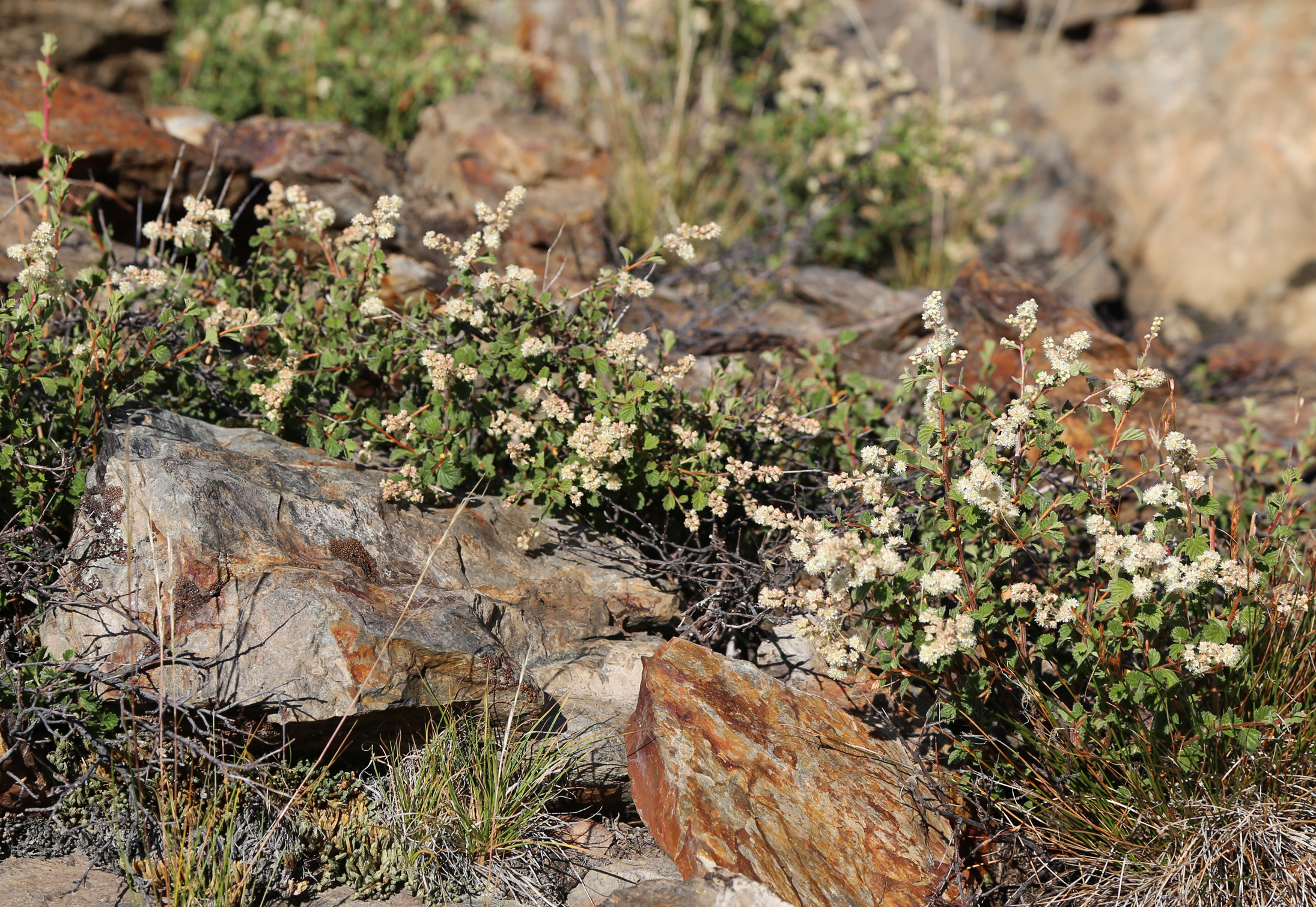
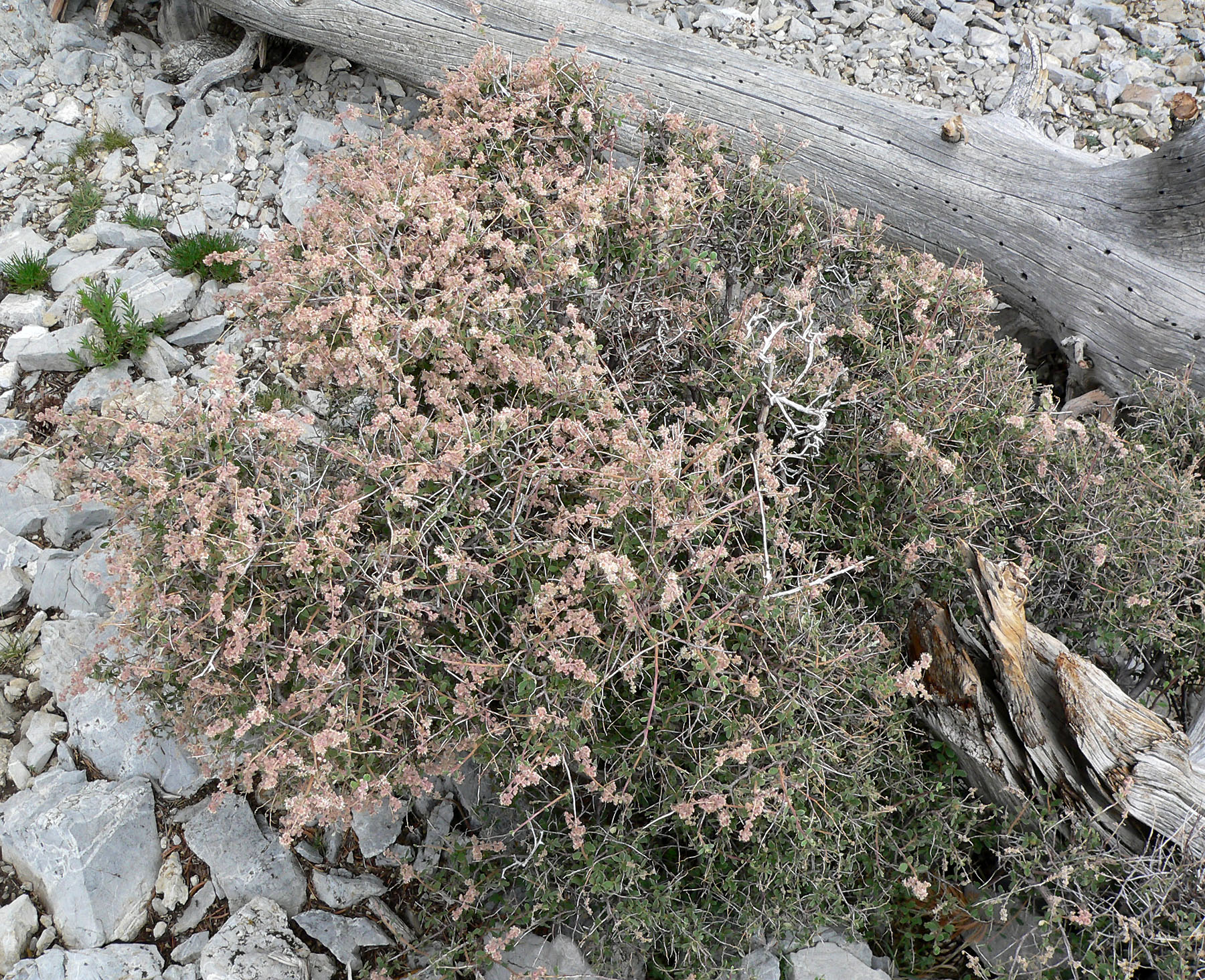
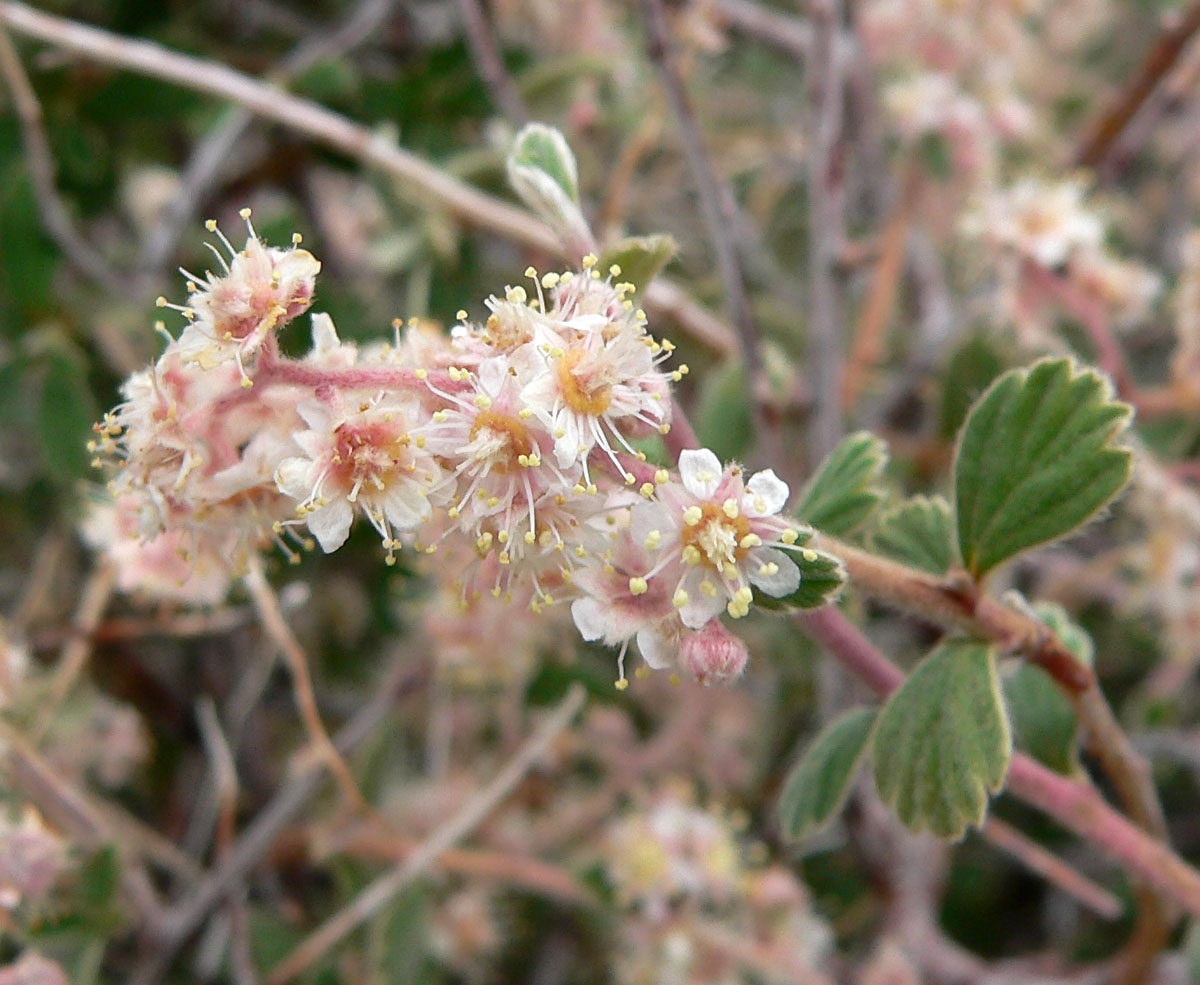